# Melaleuca nodosa
Melaleuca nodosa är en myrtenväxtart som först beskrevs av Daniel Carl Solander och Joseph Gaertner, och fick sitt nu gällande namn av James Edward Smith. Melaleuca nodosa ingår i släktet Melaleuca och familjen myrtenväxter. Inga underarter finns listade i Catalogue of Life.